# Café Águias de Ouro
O Café Águias de Ouro ou Café Águias D'Ouro, também referido como Edifício no Rossio do Marquês de Pombal, n.º 27, situa-se na freguesia de Estremoz (Santa Maria e Santo André), no Município de Estremoz, Distrito de Évora, Portugal.
Foi classificado como IIP - Imóvel de Interesse Público em 2002.

## História
O edifício foi edificado em 1908 e inaugurado em 4 de Abril de 1909. O arquitecto do projecto foi Jorge Santos Costa.

## Descrição
Imóvel de planta rectangular de três pisos, sendo de realçar as enormes janelas e varandas dos pisos superiores, de estilo Arte Nova, construídas com complexas guardas de ferro com motivos geométricos e vitrais executados a verde, castanho e azul.
É um sobrevivente dos antigos cafés de tertúlia portugueses de finais do século XIX, inícios do século XX, daí a importância sociológica do imóvel.

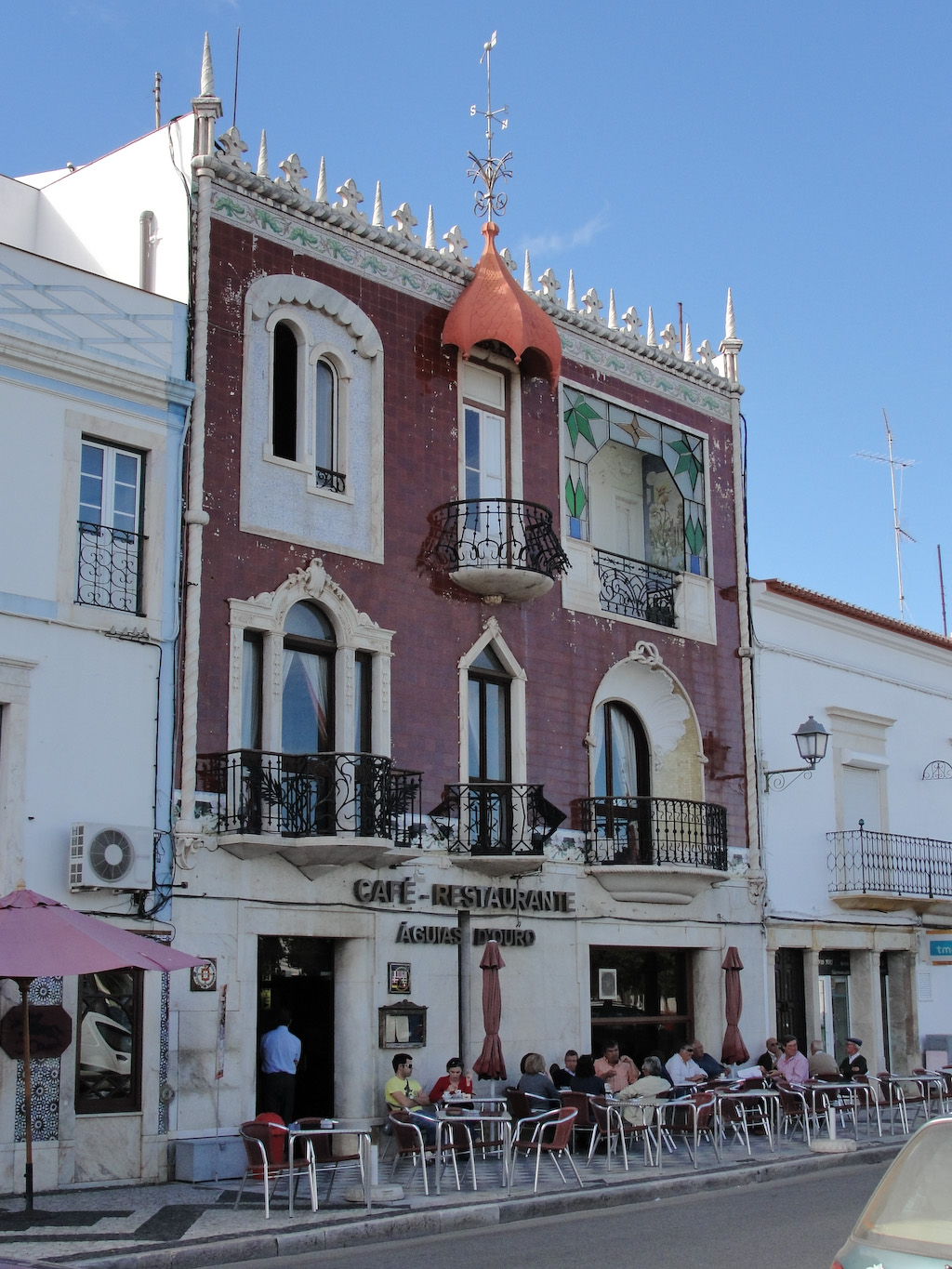
Fachada do edifício.
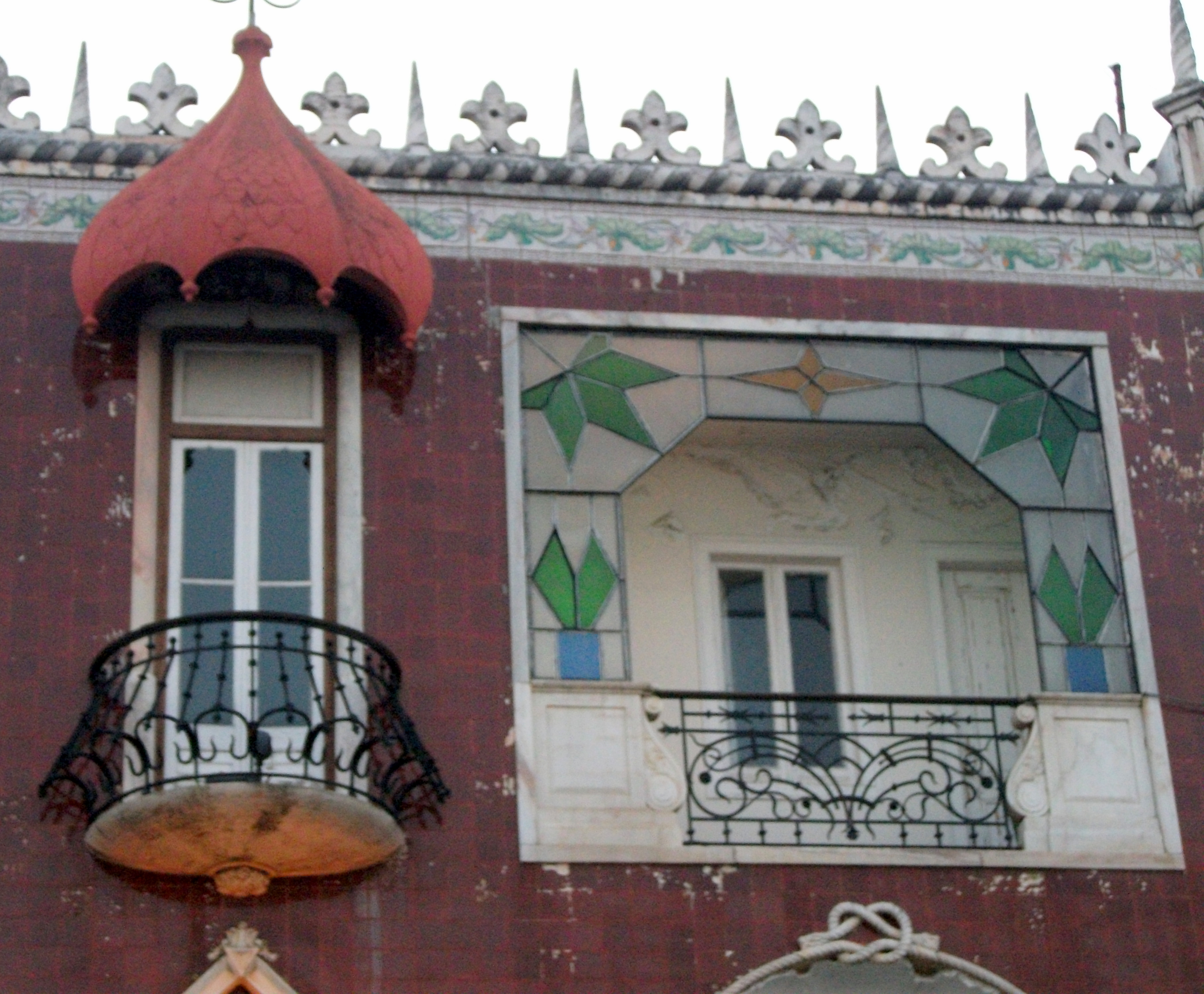
Janelas no segundo piso.